# Klodoald
Klodoald (Chlodowald) (ur. ok. 522 roku, zm. 7 września 560) – święty katolicki.

## Żywot świętego
Był najmłodszym synem Chlodomera króla Franków. Po śmierci ojca, wraz z matką Gunteuką oraz dwoma braćmi Teudebaldem i Gunterem, przebywał na dworze swego stryja Chlotara. W 531 roku ich stryj dokonał mordu na jego dwóch braciach. Klodoald, z uwagi na działanie swej babki Klotydy oraz okoliczność, iż był najmłodszy, uniknął losu braci. Zostały mu obcięte włosy – symbol władzy władców z rodu Merowingów, po czym Klodoald uciekł do Prowansji. Został tam pustelnikiem i wzorował się na myśli oraz działalności św. Seweryna z Noricum. Zasłynął jako uzdrowiciel, odwiedzało go wielu celem uzyskania porady. W 551 roku przybył do Paryża, gdzie biskup Euzebiusz udzielił mu święceń kapłańskich. Po śmierci został pochowany we wsi pod Paryżem, która później przyjęła nazwę Saint-Cloud.

## Kult
Jego wspomnienie liturgiczne w Kościele katolickim obchodzone jest 7 września.